# Косая сажень

Соотношение единиц длины с пропорциями тела человека.

Косая сажень — старорусская единица измерения, равная 2,48 метрам.
Первоначально косая сажень — это расстояние от кончиков пальцев вытянутой вверх руки до пальцев противоположной ей ноги (например, от пальцев вытянутой правой руки — до пальцев левой ноги). В чувашской системе мер косой сажени соответствует единица, называемая чалаш (1/10 верена).